# 橋本郵便局 (神奈川県)
橋本郵便局（はしもとゆうびんきょく）は神奈川県相模原市緑区西橋本にある郵便局。民営化前の分類では集配普通郵便局であった。

## 概要
住所：〒252-0199 神奈川県相模原市緑区西橋本5-2-1

### 併設施設
- ゆうちょ銀行橋本店（さいたま支店橋本出張所）：取扱店番号090330

## 沿革
- 1996年（平成8年）9月30日 - 橋本郵便局[1]として、神奈川県相模原市西橋本五丁目にて開局[2]。
- 1999年（平成11年） - 外国通貨の両替および旅行小切手の売買に関する業務取扱を開始。
- 2004年（平成16年）9月27日 - 城山郵便局（〒220-0199→〒220-0105）から集配業務を移管[3]。
- 2007年（平成19年）10月1日 - 民営化に伴い、併設された郵便事業相模原橋本支店、ゆうちょ銀行橋本店、かんぽ生命保険橋本支店に一部業務を移管。
- 2010年（平成22年）
  - 4月1日 - 相模原市の政令指定都市化と郵便事業相模原橋本支店を担当する郵便事業の統括支店の変更に伴い、橋本郵便局、郵便事業相模原橋本支店、ゆうちょ銀行橋本店及びかんぽ生命保険橋本支店の郵便番号が〒229-1199から〒252-0199に変更。
  - 4月5日 - 郵便事業相模原橋本支店が統括する津久井・相模湖・吉野の各集配センターの廃止に伴い、同支店が業務を承継。同日、津久井センターおよび吉野センターで集配業務を開始[4]。旧相模湖集配センター管内は津久井と吉野の各センターで分担。なお各センターの所在地は旧集配センター所在地。
- 2012年（平成24年）10月1日 - 郵便局株式会社と郵便事業株式会社の合併により、日本郵便株式会社が発足し、郵便事業相模原橋本支店が日本郵便の橋本郵便局に統合。
- 2018年（平成30年）7月23日 - かんぽ生命保険橋本支店が当局から、海老名郵便局に移転。海老名支店と改称。

## 取扱内容

### 橋本郵便局
- 郵便、印紙、ゆうパック、内容証明
- 生命保険、バイク自賠責保険、自動車保険
- 「252-01xx」「252-51xx」区域（相模原市緑区の全域）の集配業務
- 相模原市南区を除く市内郵便ポストからの取集業務
なお、相模原市中央区内のコンビニポストおよび相模原郵便局前ポストの取集は相模原郵便局が行っている。
- ゆうゆう窓口

### ゆうちょ銀行橋本店
- 貯金、貸付、為替、振替、振込、国際送金、国債、投資信託、変額年金保険、
- ATM

## 風景印
- 図案は三大祭りのこいのぼりと花火、七夕。局名表示は「神奈川橋本」
- 使用開始日は1999年（平成11年）7月30日

## 周辺
- 神奈川県立橋本高等学校
- 相模原北警察署
- ラ・フロール
- アルプス技研本社
- 国道16号

## アクセス
- JR線、京王相模原線 橋本駅（南口）から徒歩約12分
- 神奈川中央交通バス 上町停留所下車
- 八王子バイパス 相原ICから南へ約1km
- 圏央道 相模原ICから東へ約6km
- 国道413号沿い
- 駐車場あり：35台